# دوچرخه‌سواری در المپیک تابستانی ۱۹۰۸
دوچرخه‌سواری در بازی‌های المپیک تابستانی ۱۹۰۸ نام رویداد ورزش دوچرخه‌سواری در بازی‌های المپیک تابستانی بود که در سال ۱۹۰۸ برگزار شد.

## نتایج
| رویداد      | طلا                                                                                 | نقره                                                                  | برنز                                                                          |
| ۶۶۰ یارد    | ویکتور جانسون (GBR)                                                                 | امیل دمانژل (FRA)                                                     | کارل نویمر (GER)                                                              |
| ۵۰۰۰ متر    | بنجامین جونز (GBR)                                                                  | موریس شیل (FRA)                                                       | آندره اوفره (FRA)                                                             |
| ۲۰ کیلومتر  | کلارنس کینگزبوری (GBR)                                                              | بنجامین جونز (GBR)                                                    | یوسف وربراوک (BEL)                                                            |
| ۱۰۰ کیلومتر | چارلز هنری بارتلت (GBR)                                                             | چارلز دنی (دوچرخه‌سوار) (GBR)                                          | اکتاو لاپیز (FRA)                                                             |
| اسپرینت     | No medalists - race declared void as time limit was exceeded in final               | No medalists - race declared void as time limit was exceeded in final | No medalists - race declared void as time limit was exceeded in final         |
| تاندم       | آندره اوفره · و موریس شیل (FRA)                                                     | فردریک هاملین · و توماس جانسون (GBR)                                  | چارلی بروکز · و ویلیام آیزاکس (GBR)                                           |
| تعقیبی تیمی | بریتانیای کبیر (GBR) · بنجامین جونز · کلارنس کینگزبوری · لئونارد مردیث · ارنست پاین | آلمان (GER) · ماکس گتسه · رودلف کاتسر · هرمان مارتنس · کارل نویمر     | کانادا (CAN) · ویلیام اندرسون · والتر اندروز · فردریک مک‌کارتی · ویلیام مورتون |

## جدول مدال‌ها
| رتبه | کشورها               | طلا | نقره | برنز | مجموع |
| ۱    | بریتانیای کبیر (GBR) | ۵   | ۳    | ۱    | ۹     |
| ۲    | فرانسه (FRA)         | ۱   | ۲    | ۲    | ۵     |
| ۳    | آلمان (GER)          | ۰   | ۱    | ۱    | ۲     |
| ۴    | بلژیک (BEL)          | ۰   | ۰    | ۱    | ۱     |
| ۴    | کانادا (CAN)         | ۰   | ۰    | ۱    | ۱     |